# Estadio Luigi Ferraris
El Estadio Luigi Ferraris (en italiano: Stadio Luigi Ferraris) es un estadio de fútbol, situado en el suburbio de Marassi, en la ciudad de Génova, capital de la Liguria en Italia. Sirve de sede habitual a los clubes Genoa desde su inauguración en 1911 y Sampdoria desde 1946. Posee una capacidad de entre 36 348 y 36 599 lugares. En antaño poseía una capacidad de 48 000 personas (hasta su remodelación en 1990), y en algunos partidos en particular llegó a albergar una cantidad cercana a los 60 000 espectadores.
Inaugurado en 1911, es el estadio de fútbol más viejo de Italia que todavía está en uso y uno de los primeros y más antiguos del mundo. El estadio es propiedad del municipio de Génova. Fue sede, aunque en menor medida, de la selección de rugby de Italia y de algunos conciertos de música.

## Historia
El inicio de la construcción del estadio es incierto, pero se elige como día simbólico el 10 de julio de 1910. En esta fecha el presidente del Genoa, Edoardo Pasteur, aceptó la propuesta del marqués Musso Piantelli, para construir un campo de fútbol dentro de la escuela de equitación situada en el complejo de la Villa Centurione Musso Piantelli, residencia que todavía existe en la entrada de cerca del distrito.
Fue inaugurado el 22 de enero de 1911 bajo el nombre de "Campo di Via del Piano", con una capacidad de 20 000 espectadores. El 1 de enero de 1933 toma el nombre definitivo de "Luigi Ferraris", en honor al capitán histórico del Génova FC.
Con ocasión de la Copa Mundial de Fútbol de 1934 la capacidad del estadio es ampliada a 48 000 espectadores.
Para la Copa Mundial de Fútbol de 1990 el estadio fue completamente reconstruido, los trabajos duraron dos años y dos meses (de julio de 1987 a septiembre de 1989) y la capacidad ascendió a más de 36 500 espectadores.

## Partidos históricos

### Primer partido
| 22 de enero de 1911 | Genoa | 1:2 (2:0) | Inter de Milán                | Campo di Via del Piano, Génova  |                                 |
|                     | Davis |           | Ernest Peterly · Ermanno Aebi | Asistencia: 15.000 espectadores | Asistencia: 15.000 espectadores |

### Primer partido oficial
| 14 de mayo de 1911 | Genoa | 0:1 (0:0) | Piemonte Football Club | Campo di Via del Piano, Génova                                   |                                                                  |
|                    |       |           | Peruzzo                | Asistencia: 15.000 espectadores Árbitro(s): Navarro di Marsiglia | Asistencia: 15.000 espectadores Árbitro(s): Navarro di Marsiglia |

### Partido con mayor número de espectadores
| 27 de febrero de 1949 | Italia                                                                                   | 4:1 (0:1) | Portugal            | Estadio Luigi Ferraris, Génova                          |                                                         |
|                       | Romeo Menti 57' · Riccardo Carapellese 67' · Valentino Mazzola 75' · Virgilio Maroso 81' |           | 21' Miguel Lourenço | Asistencia: 60.000 espectadores Árbitro(s): Victor Sdez | Asistencia: 60.000 espectadores Árbitro(s): Victor Sdez |

### Partido de liga con más espectadores
| 28 de noviembre de 1982 | Genoa                | 1:1 (0:1) | Sampdoria          | Estadio Luigi Ferraris, Génova                            |                                                           |
|                         | Giuliano Fiorini 80' |           | 9' Roberto Mancini | Asistencia: 57.815 espectadores Árbitro(s): Luigi Agnolin | Asistencia: 57.815 espectadores Árbitro(s): Luigi Agnolin |

## Partidos del Mundial de Fútbol disputados en el Stadio Luigi Ferraris
En el Luigi Ferraris de Génova se disputó sólo un partido de la primera ronda de la Copa Mundial de 1934 entre las selecciones de España y Brasil. 
En la Copa Mundial de 1990 el estadio Luigi Ferraris fue sede de cuatro partidos en total, tres partidos de primera ronda del Grupo C y un partido de la serie de octavos de final.

### Copa Mundial de Fútbol 1934
| 27 de mayo de 1934 | España                         | 3:1 (3:0) | Brasil       | Stadio Luigi Ferraris, Génova                                        |                                                                      |
|                    | Chato 16' (p), 26' Langara 41' |           | Leônidas 72' | Asistencia: 33.000 espectadores Árbitro(s): Alfred Birlem (Alemania) | Asistencia: 33.000 espectadores Árbitro(s): Alfred Birlem (Alemania) |

### Copa Mundial de Fútbol 1990
| 11 de junio de 1990, 17:00 | Costa Rica  | 1:0 (0:0) | Escocia | Stadio Luigi Ferraris, Génova                                               |                                                                             |
|                            | Cayasso 49' | Reporte   |         | Asistencia: 30.867 espectadores Árbitro(s): Juan Carlos Loustau (Argentina) | Asistencia: 30.867 espectadores Árbitro(s): Juan Carlos Loustau (Argentina) |

| 16 de junio de 1990, 21:00 | Suecia        | 1:2 (0:1) | Escocia                       | Stadio Luigi Ferraris, Génova                                        |                                                                      |
|                            | Strömberg 86' | Reporte   | McCall 10' · Johnston 80' (p) | Asistencia: 31.823 espectadores Árbitro(s): Carlos Maciel (Paraguay) | Asistencia: 31.823 espectadores Árbitro(s): Carlos Maciel (Paraguay) |

| 20 de junio de 1990, 21:00 | Suecia      | 1:2 (1:0) | Costa Rica               | Stadio Luigi Ferraris, Génova                                           |                                                                         |
|                            | Ekström 32' | Reporte   | Flores 75' · Medford 87' | Asistencia: 30.223 espectadores Árbitro(s): Zoran Petrović (Yugoslavia) | Asistencia: 30.223 espectadores Árbitro(s): Zoran Petrović (Yugoslavia) |

| 25 de junio de 1990, 17:00 | Irlanda                                            | 0:0 (t. s.)(5:4 p.)        | Rumania                                   | Stadio Luigi Ferraris, Génova                                          |                                                                        |
|                            |                                                    | Reporte                    |                                           | Asistencia: 31.818 espectadores Árbitro(s): José Ramiz Wright (Brasil) | Asistencia: 31.818 espectadores Árbitro(s): José Ramiz Wright (Brasil) |
|                            |                                                    | Tiros desde el punto penal |                                           |                                                                        |                                                                        |
|                            | Sheedy · Houghton · Townsend · Cascarino · O'Leary |                            | Hagi · Lupu · Rotariu · Lupescu · Timofte |                                                                        |                                                                        |